# Aulacolambrus whitei
Aulacolambrus whitei är en kräftdjursart som först beskrevs av Alphonse Milne-Edwards 1872.  Aulacolambrus whitei ingår i släktet Aulacolambrus och familjen Parthenopidae. Inga underarter finns listade i Catalogue of Life.